# Il potere del Numero Sei
Il potere del Numero Sei (The Power of Six) è un romanzo di fantascienza per ragazzi del 2011 scritto da Jobie Hughes e James Frey usando lo pseudonimo Pittacus Lore, un personaggio dello stesso libro. Fa parte della serie letteraria Lorien Legacies.
Il romanzo è il seguito di Sono il Numero Quattro ed è stato pubblicato  il 23 agosto 2011 negli Stati Uniti; Il 7 giugno 2012 è uscita anche la traduzione in italiano.
Il terzo libro della saga, intitolato La vendetta del Numero Nove, è stato pubblicato in lingua originale il 31 agosto 2012, mentre in lingua italiana il 29 agosto 2013.

## Trama
La storia comincia esattamente da dove era terminata nel primo capitolo della saga. La narrazione, però, è vista sotto due diversi punti di vista: quello di Numero Quattro (John Smith) e di Numero Sette (Marina). Il libro si apre con la storia di Marina. La ragazza racconta l'arrivo sulla terra dei Garde, la loro divisione, le peripezie che ha passato con la sua Cépan Adelina e l'arrivo a Santa Teresa, una cittadella spagnola in cui le due decisero di rifugiarsi in un convento. Divenuta quasi maggiorenne dice, però, di desiderare ardentemente andar via da quel convento e cercare gli altri Garde, avendo sentito parlare spesso di John Smith e reputando fosse uno dei nove come lei. Intanto in America Quattro racconta l'allontanamento da Paradise insieme a Sam, Sei e Bernie Kosar. John racconta anche un suo sogno alla compagnia; crede che sia una visione e quando sogna vi è un enorme Mog che sembra essere a capo del loro pianeta. Decidono di ripartire dopo essersi rasati i capelli allo scopo di non essere riconosciuti dalle autorità e si allontanano col furgoncino di Sam. Sfortunatamente vengono bloccati da una pattuglia di polizia, intenti a fermarli poiché stavano guidando un furgone rubato e uno degli agenti, visto lo scrigno Loric di Quattro, pensa che trasportino droga. I quattro, nonostante il celere e violento intervento della polizia, riescono a fuggire utilizzando anche i poteri di Sei che manipola il tempo atmosferico a suo vantaggio. In seguito trovano una casa in Florida dove iniziano ad allenarsi. È proprio qui che Sam e lo stesso John, nonostante sia ancora innamorato di Sarah, iniziano a provare un sentimento forte nei confronti di Sei. Sei, inoltre, riesce a convincere John ad aprire la lettera di Henri custodita nel suo scrigno Loric. Quattro scopre così che loro nove sono destinati ad diventare più forti dei nove antenati stessi. Scopre anche che il padre di Sam stava aiutando i Loric e che probabilmente è stato rapito dai Mogadorian. A quattro sembra giusto far leggere la lettera a Sam e gli riferisce il tutto. Sam allora ricorda che presso casa sua vi è un vecchio pozzo lasciato dal padre e che probabilmente lì potranno trovare qualcosa di utile. La notte stessa Quattro e Sei, colti da insonnia, decidono di fare una passeggiata e Sei racconta la sua storia a John. La sua Cépan era stata uccisa davanti ai suoi occhi dai Mogadorian in una grotta in West Virginia. Sapendo che lo scrigno non sarebbe stato al sicuro lo avevano nascosto nelle vicinanze. In seguito Sei era riuscita ad evadere grazie all'invisibilità e a distruggere il Mog che aveva ucciso la sua Cèpan. Aveva poi cercato tracce sugli altri Garde e le sue azioni l'avevano condotta da John. Tornati da Sam vi è una violenta esplosione nella casa e scoprono che vi sono dei Mog. Riescono a scappare e si dirigono poi a Paradise. Intanto in Spagna è giunta una bambina nuova nel convento che ha perso entrambi i genitori in un incidente d'auto: il suo nome è Ella. Marina la tiene con sé e l'accudisce, facendola ambientare nella città e facendole conoscere Hector, un vecchio ubriacone, ma molto saggio, amico di Marina e con una madre molto malata. Ben presto Marina scopre un'altra sua eredità, la capacità di guarire animali e persone, oltre alle capacità che già aveva scoperto, come respirare sott'acqua, la facoltà di vedere al buio o le altre abilità che tutti i Garde sviluppano (telecinesi, super velocità, forza sovrumana ...). Così decide di guarire la madre di Hector. Nella piccola città, però, iniziano ad accadere avvenimenti strani poiché Sette si sente osservata e inizia ad avere il sospetto che vi siano dei Mogadorian presso il convento che la sorvegliano. Desiderosa così di averelo scrigno chiede alla stessa Ella di cercarglielo. Appena la bambina lo trova, Marina cerca di sedare Adelina per far sì che lo apra, dato che la Cèpan negli anni aveva perso ogni interesse in Lorien dedicandosi solo alla chiesa e non volendone saper niente dei Mog e dei Garde. Aperto lo scrigno per sbaglio Marina fa cadere una palla che inizia a lampeggiare per poi smettere il luccichio rompendosi sulle scale del convento. Intanto sulla via dell'Ohio John accende il sistema solare Loric dello scrigno sentendo poi la voce di Sette e veder unirsi i pianeti per formare la terra su cui vi è un puntino rosso che indica il nord della Spagna. Subito Sei pensa che ci possa essere uno di loro in quel luogo. Arrivati a Paradise, invece, Sei e Quattro sono riusciti ad entrare nel pozzo citato da Sam e costruito da suo padre, scoprendo così uno studio sotterraneo in cui rinvengono un tablet e poi portano con loro e un cadavere di un essere molto alto e con un ciondolo simile a quello dei nove. Usciti dal sotterraneo scoprono che vi sono molti Mog e iniziano a combattere finché a Quattro viene rubato lo scrigno. Così John, Sam e Bernie Kosar rincorrono il Mog con l'oggetto sottrattogli per poi perderlo nel nulla. Stranamente si ritrovano vicino alla casa di Sarah e John incontra nuovamente la sua anima gemella. Purtroppo Sam e John vengono catturati dalle forze governative e portati via. Quattro pensa, inoltre, che sia stata la stessa Sarah a farsi tenere d'occhio da loro e a render facile il suo arresto. I due si ritrovano in una prigione in cui Quattro viene interrogato da un poliziotto che, però, non riesce a cavargli niente di interessante. Vi è poi una forte scossa nella prigione e si sentono ruggiti di Kraul e Pikens. Fortunatamente Sam e John vengono liberati da Sei e Bernie Kosar per poi separarsi nuovamente dato che John desidera andare a riprendere il suo scrigno e trovare il padre di Sam nella grotta nel West Virginia, mentre Sei desidera andare in Spagna per trovare gli altri Garde. Alla fine si separano e Sam e Bernie Kosar decidono di seguire John. Inoltre Quattro e Sei si scambiano un lungo bacio e Quattro rivela di essere innamorato sia di Sarah che di Sei; Anche Sei si rivela e ammette che è innamorata sia di Quattro sia di Sam. Intanto a Santa Teresa Marina nota che nel bar del paese vi è un uomo che legge un libro su cui c'è scritto chiaramente "Pittacus", lo stesso nome del capo degli antenati "Pittacus Lore". Intuisce così che si tratta di un Mog e così scappa al convento raccontando tutto ad Adelina. Poco dopo scoppia una battaglia e i Mog si rivelano Adelina e Marina lottano con tutte le loro forze per sconfiggerli, ma alla fine la Cépan viene uccisa. La Garde viene però aiutata da Crayton, Cépan di Ella che si rivela essere il numero Dieci ed una Aeternus; infatti è in grado di cambiare età a suo piacere e quindi di rimanere sempre giovane. Era stata inviata nel convento per aiutare la stessa Marina. I tre scappano anche grazie all'aiuto di Hector e si dirigono verso un lago lì vicino, ove dimora Olivia, la chimera di Ella che si è trasformata in un enorme mostro marino. Sfortunatamente viene abbattuta dai Mog e dai loro mostri. La battaglia continua senza sosta e viene ucciso persino Hector. Ormai persa la speranza però, i Loric vengono aiutati e salvati dall'intervento di Sei che utilizza i suoi straordinari poteri atmosferici per rivoltare le sorti della battaglia e sconfiggere i Mogadorian rimasti. Nel West Virginia invece Sam e John entrano nella caverna (Bernie Kosar non può però perché finirebbe sotto il controllo dei Mog dato che nella caverna vi è uno speciale gas per gli animali, secondo il racconto di Sei) senza farsi scoprire e trovano due scrigni custoditi da un enorme mostro che viene abbattuto da Quattro. In seguito cercano di evadere e trovano Nove che poi viene liberato e li aiuta a sconfiggere i Mog grazie ai suoi poteri (antigravità, telepatia con gli animali, superudito, trasferimento di poteri ...). Sam, intento a trovare il padre scomparso dentro quella grotta, prende un'arma e scompare tra gli stretti corridoi del covo mentre i due Garde decidono di scappare. Usciti dalla grotta si vede atterrare un'enorme astronave da cui esce un enorme Mogadorian che si rivela essere Setràkus Ra, colui che è a capo del pianeta Mogador. È inoltre il personaggio che sogna spesso Quattro. L'enorme mostro entra nel nascondiglio dei Mog. John e Nove devono però scappare perché sanno che le loro forze sono insufficienti contro tutti quei Mog e contro il loro capo. Così salgono su un'auto con Bernie Kosar e Nove inizia a guidare mentre Quattro pensa a Sam e promette che ritornerà a salvarlo.